# Marcelin Ślósarczyk
Marcelin Seweryn Ślósarczyk (ur. 26 kwietnia 1892 w Bochni, zm. 2 marca 1938 w Warszawie) – kapitan piechoty Wojska Polskiego.

## Życiorys
Ukończył gimnazjum w Bochni, a następnie uzyskał absolutorium prawa na Uniwersytecie Jagiellońskim. Od 1912 był członkiem i działaczem Związku Strzeleckiego .
W czasie I wojny światowej walczył w szeregach cesarsko-królewskiej Obrony Krajowej. Pomimo usilnych starań nie otrzymał zgody na przeniesienie do Legionów Polskich . Jego oddziałem macierzystym był 16 Pułk Piechoty Obrony Krajowej z Krakowa. Na stopień aspiranta oficerskiego rezerwy został mianowany ze starszeństwem z 1 maja 1915, a na stopień podporucznika rezerwy ze starszeństwem z 1 stycznia 1916. W 1916 został ranny, a po wyleczeniu ponownie skierowany na front . W 1918 na czele swojej kompanii przystąpił do organizowanej przez Polską Organizację Wojskową na Ukrainie tzw. grupy mikulinieckiej . Był dowódcą wyprawy na Proszowice, zakończonej całkowitym sukcesem. Zwycięsko brał udział w licznych walkach i potyczkach z Ukraińcami . Po trzydniowej bitwie pod Mikulińcami dostał się do ukraińskiej niewoli. W czerwcu 1919 został z niej uwolniony .
7 czerwca 1919 został tymczasowo przydzielony do 36 Pułk Piechoty. 21 czerwca tego roku został przyjęty do Wojska Polskiego i przydzielony do 20 Pułku Piechoty. W 1921 pełnił służbę w 76 Pułku Piechoty w Grodnie. 3 maja 1922 został zweryfikowany w stopniu kapitana ze starszeństwem z 1 czerwca 1919 i 393. lokatą w korpusie oficerów piechoty. W latach 1923–1928 pełnił służbę w 75 Pułku Piechoty w Królewskiej Hucie na stanowisku pełniącego obowiązki dowódcy II batalionu, a następnie kwatermistrza pułku. W sierpniu 1928 został przeniesiony do Baonu Podchorążych Rezerwy Piechoty Nr 10A w Nisku na stanowisko dowódcy kompanii. Z dniem 1 września 1932 został przeniesiony do Dowództwa Okręgu Korpusu Nr V w Krakowie. Do swojej śmierci pełnił służbę w Państwowym Urzędzie Wychowania Fizycznego i Przysposobienia Wojskowego w Warszawie na stanowisku kierownika referatu . Był również członkiem Rady Nadzorczej Spółki Wydawniczej „Kultura Fizyczna”.
Był żonaty. Zmarł 2 marca 1938 w Warszawie. Został pochowany na Cmentarzu Komunalnym w Bochni przy ul. Orackiej (sektor III-13-23). 
Na stopień majora został mianowany pośmiertnie ze starszeństwem z 19 marca 1938 w korpusie oficerów administracji, grupa administracyjna.

## Ordery i odznaczenia
- Krzyż Walecznych[21]
- Medal Niepodległości (2 sierpnia 1931)[22]
- Srebrny Krzyż Zasługi[16]
- Medal Pamiątkowy za Wojnę 1918–1921[16]
- Medal Dziesięciolecia Odzyskanej Niepodległości[16]
- Medal Zwycięstwa („Médaille Interalliée”)[23]